# Elsie Lake
Elsie Lake är en sjö i Kanada.   Den ligger i provinsen British Columbia, i den sydvästra delen av landet, 3 700 km väster om huvudstaden Ottawa. Elsie Lake ligger 324 meter över havet. Arean är 6,3 kvadratkilometer. Den sträcker sig 4,1 kilometer i nord-sydlig riktning, och 5,5 kilometer i öst-västlig riktning.
I omgivningarna runt Elsie Lake växer i huvudsak barrskog. Runt Elsie Lake är det mycket glesbefolkat, med 3 invånare per kvadratkilometer.